# Мейс, Марсель
Марсель Мейс (фр. Marcel Meys — 16 февраля 1886, Булонь-сюр-Мер — 21 ноября 1972, Версаль) — французский художник, фотограф и фотохудожник.

## Биография

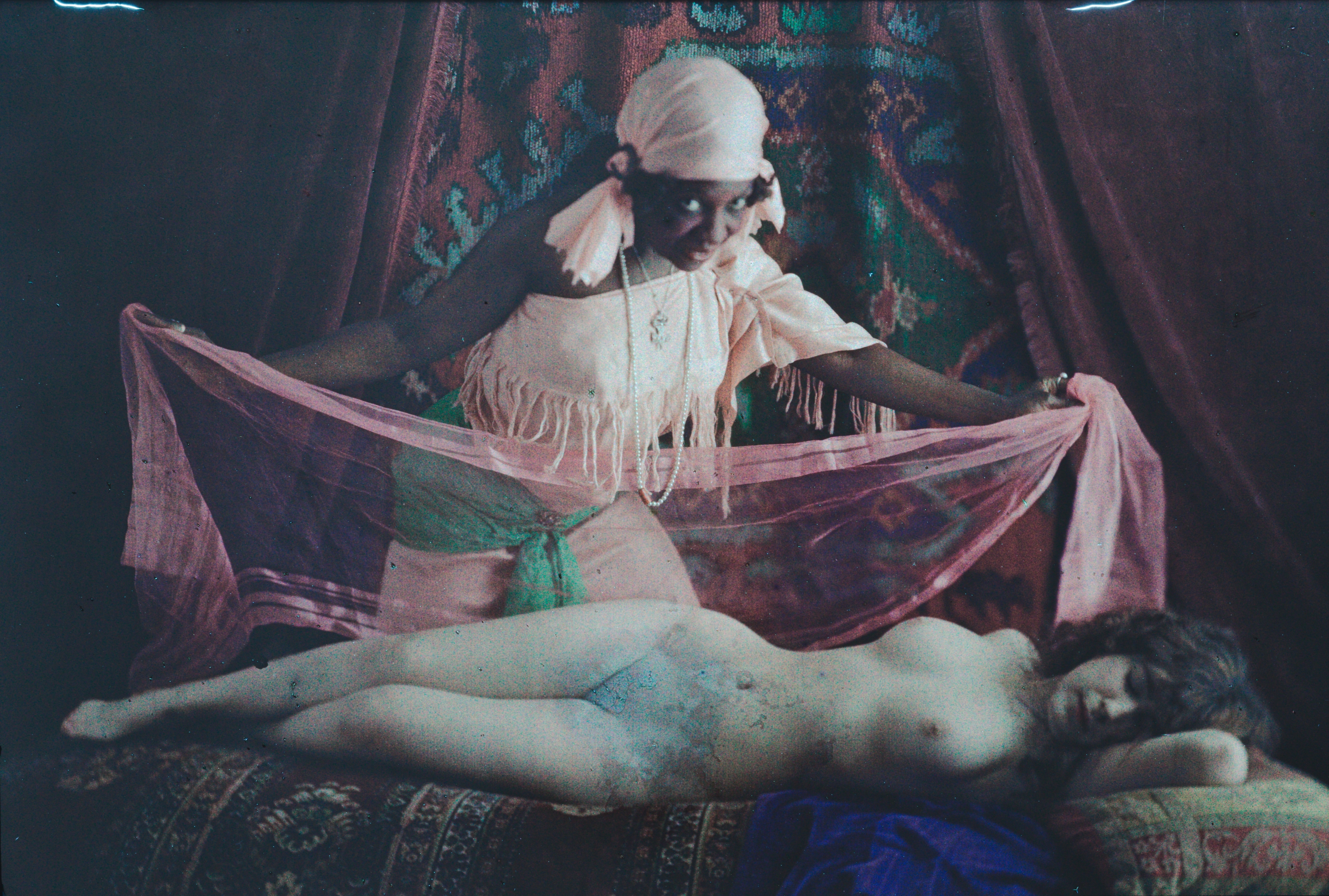
М. Мейс Лежащая обнаженная с рабыней, 1910, автохром. Художественный музей Кливленда

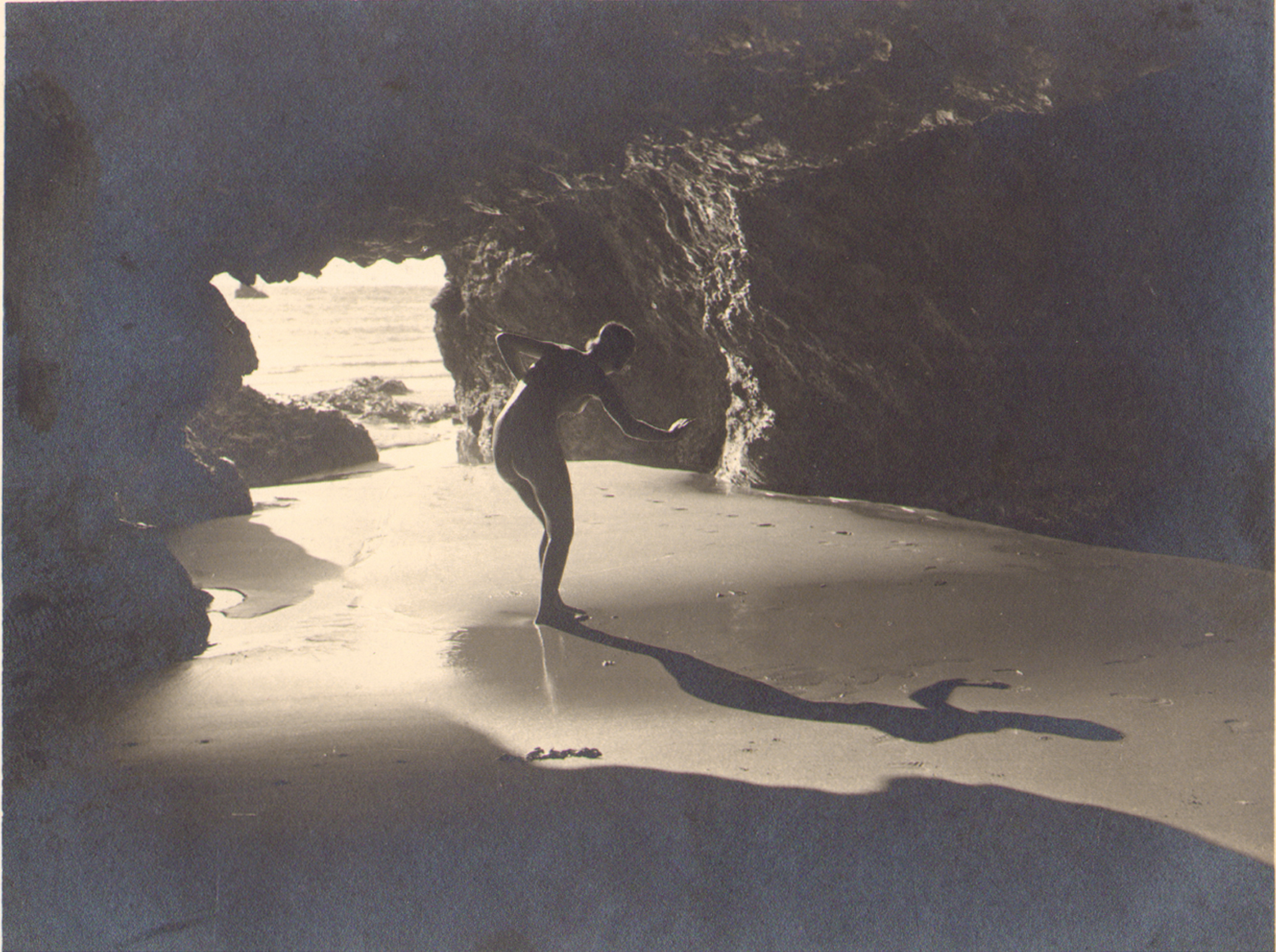
М. Мейс Океанида, 1925

Мейс родился 16 февраля 1886 года в городе Булонь-сюр-Мер на севере Франции, в семье художника Мориуса Мейса (Maurice Meys, 1853 — 1937); также он является племянником живописца Марселя Поля Мейса (Marcel Paul Meys, 1859 — ?), с которым из-за схожести имён и изобразительных сюжетов, его часто путают.
Свою творческую карьеру Марсель Мейс начинал как художник, но наибольшую известность обрёл именно как фотохудожник — своими снимками обнаженной женской натуры, работе с которыми он посвятил себя уже в самом начале XX века; сначала занимаясь цветным автохромом, затем — используя желатиносеребряный фотопроцесс.
Марсель Мейс, служивший в середине 1900-х годов фотокорреспондентом L'Illustration, были одними из первых мастеров опробовавших процесс автохрома во Франции. Впервые его цветные снимки были воспроизведены в выпуске журнала от 15 июня 1907 года методом трехцветного полутонового изображения.
Большая часть сохранившихся автохромов (1907—1910 гг.) Мейса находится в музейных (Художественный музей Кливленда) и частных коллекциях США, включая наиболее известные: Девушка за столом (1908), Обнаженная у зеркала (1910), Сидящая обнаженная (1913) (коллекция Марка Джейкобса).
...известный ученый-фотограф спросил меня, не думаю ли я, что техник создаст лучшие автохромы, чем пикториалист. Я ответил, что для того, чтобы избежать удручающего сопоставления контрастных цветов, как это было видно на некоторых экспонатах, глаз художника был нуженее, даже больше, чем в монохромной фотографии.
Истина того, о чем я говорил, полностью открылась мне, когда я увидел великолепные фотографии месье Мейса, снятые им в «автохроме», в Каннах 6 апреля...
В 1920-е годы Мейс, одним из первых, на волне набиравшего популярность натуризма, начинает снимать своих моделей в природной среде: в горах, на берегу океана и т.д.
В 1930-е годы он успешно участвует в ряде крупных международных фотовыставок. В числе прочих: Международный салон фотоискусства в Париже, в каталоге (1930) которого была репродуцирована получившая популярность фотография Мейса — «Океанида»; публиковавшуюся впоследствии в ряде международных журналов по искусству фотографии ню.
В 1930-е годы Мейс приобретает стереоскопическую камеру «jumelle Bellieni» и увлеченно отдаётся стереоскопической фотографии; занимаясь ей с 1934 до начало 1960-х годов он создал около 6000 этюдов обнаженной натуры. В 1964 году он продаёт свой стереоскопический фотоаппарат и больше не возвращается к подобной съёмке.
В 1930-е годы Марсель Мейс опубликовал несколько книг со стереоснимками. Одна из наиболее заметных — «Nus Académiques Dans la Nature. En Relief par les Anaglyphes» (Академическая обнаженная натура на природе).
Также он является автором цианотипных фотографий в авторском сборнике «Plein Air en 1931» (Пленэр 1931 года), выпущенном издательством Éditions de Paris, и ряде других монографических публикаций.

## Музеи
- Художественный музей Кливленда[17]